# Народна радикална партия
Народната радикална партия (на сръбски: Народна радикална странка) е политическа партия в Сърбия, действала от 1881 до 1945 година.
Основана от Никола Пашич, първоначално тя има радикална идеология, в първите години със социалистически уклон, но от началото на XX век се преориентира надясно и през следващите години е водещата дясноцентристка партия в страната. Под ръководството на Пашич партията управлява неколкократно в началото на XX век, по време на Първата световна война и в десетилетието след нея. Дейността ѝ е ограничена от поредицата авторатиарни режими в Югославия, докато е окончателно забранена през 1945 година при налагането на тоталитарната комунистическа система.

## Идеология
Народната радикална партия развива особена идеология, наричана сръбски радикализъм. Тя води началото си от народническия социализъм на Светозар Маркович, но с времето все повече се дистанцира от социализма за сметка на националистическите тенденции.
Сръбският радикализъм е насочен към селячеството и става основа на единственото масово политическо движение на Балканите в десетилетията преди Първата световна война. В основата му е стремежът към запазване на традиционните предмодерни институции и противопоставянето на капитализма, разглеждан като чуждо западно явление, на патриархалния колективизъм, общинния егалитаризъм и първичната демокрация. Така радикалите се обявяват за по-ниски данъци, ограничаване на бюрокрацията и държавна интервенция за запазване на предмодерните социални и стопански отношения.
От 90-те години на XIX век и особено след като се утвърждават като водеща политическа сила след 1903 година радикалите смекчават идеологическите си възгледи, като заемат по-прогресистки и не толкова антимодернизационни и антизападни позиции.